# CBS晚間新聞
《CBS晚間新聞》（英語：CBS Evening News）是美國哥倫比亞廣播公司（CBS）的旗艦全國新聞聯播節目。節目於1948年首播，並於1963年改為現稱。現時其週一至週五主播為John Dickerson與Maurice DuBois。周末版节目名称为《CBS周末新闻》（CBS Weekend News），週六主播为Reena Ninan，週日主播为Elaine Quijano。
《CBS晚間新聞》連同廣告時段全長三十分鐘。值得留意的是，《CBS晚間新聞》播出時間因地區而異：CBS的某些地區聯播分台安排於傍晚5:30播放本節目，其他分台則分別於傍晚6:00及6:30播放本節目；其競爭對手《ABC世界新聞》及《NBC晚間新聞》亦採用類似安排。
1993年至1995年期间，节目曾改为双主播制，由丹·拉瑟和宗毓华共同主持。1995年双主播制取消，改回单人播报。
2019年12月2日，《CBS晚間新聞》从纽约演播室改为华盛顿演播室播出。
2025年1月27日，《CBS晚間新聞》再度由紐約演播室播出，同時再次啟用雙主播制。

## 华人地区转播
香港亚洲電視国际台曾在2009年1月1日前播出《CBS晚間新聞》。
1992年2月17日，CBS台灣姐妹台中國電視公司安排在晨間新聞節目《中國早安》時段內的每日07:30～07:45聯播《CBS晚間新聞》，《中國早安》雙主播于澄、陳乃輝及時作重點口譯；中視將《CBS晚間新聞》每日內容加以整理後，將每條新聞都標示中文標題，安排在當日11:00～11:20重播一次。之後，中視改以《美國CBS英語新聞》為名播放《CBS晚間新聞》，全程預先開啟隱藏字幕。

## 外部連結
- 节目官网（页面存档备份，存于）